# Lexikon

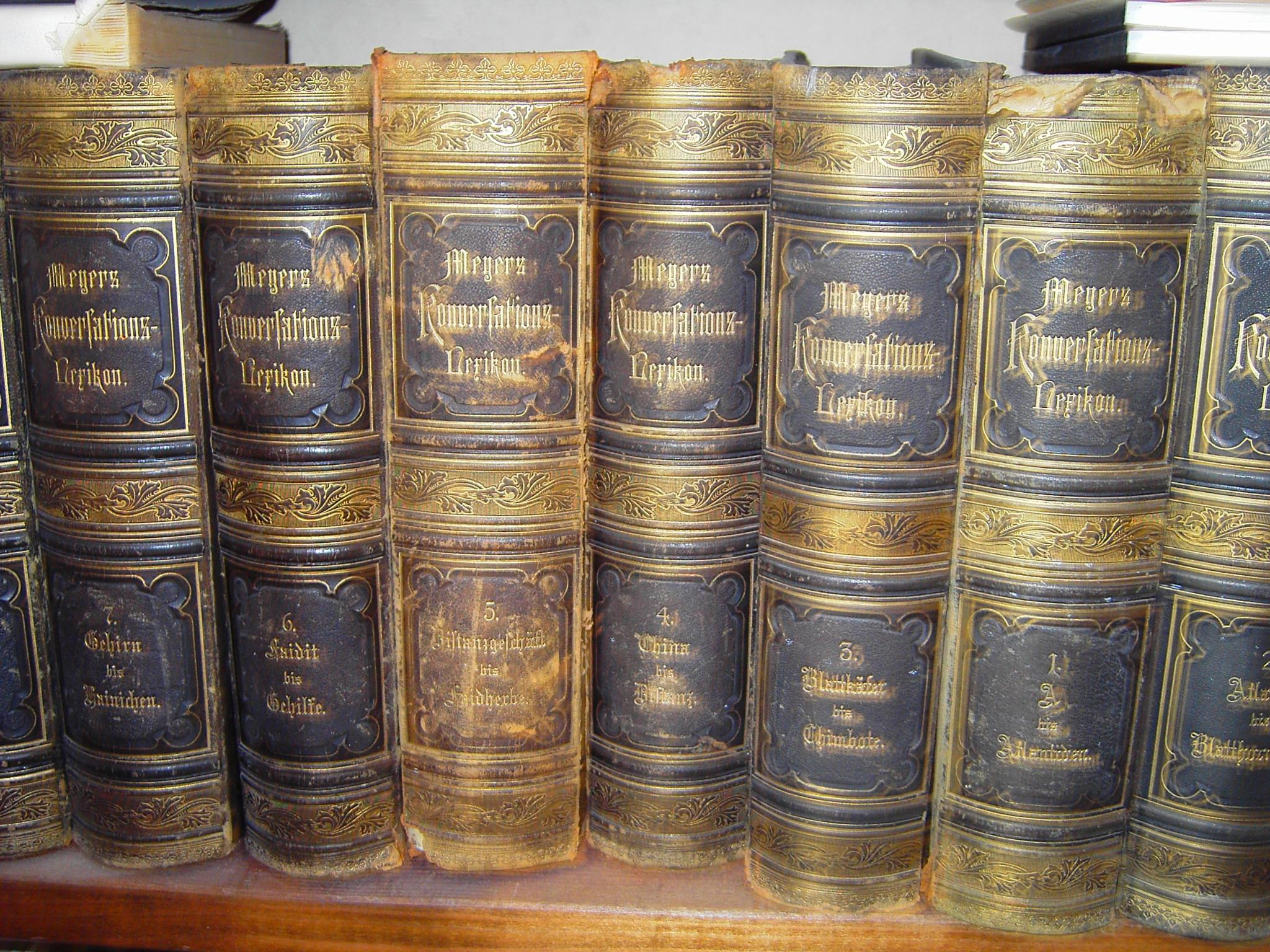
Meyers Konversations-Lexikon

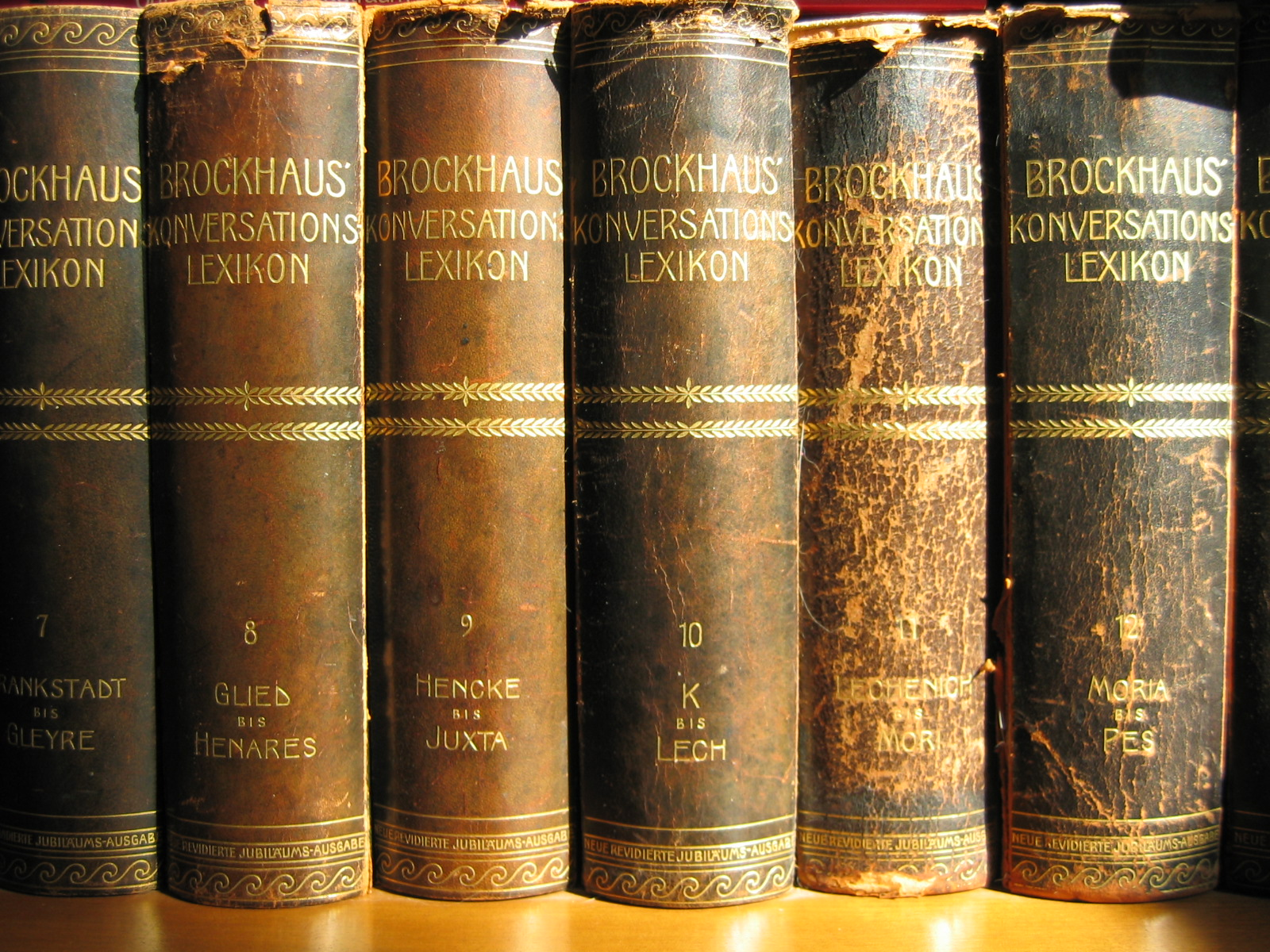
Brockhaus’ Konversations-Lexikon

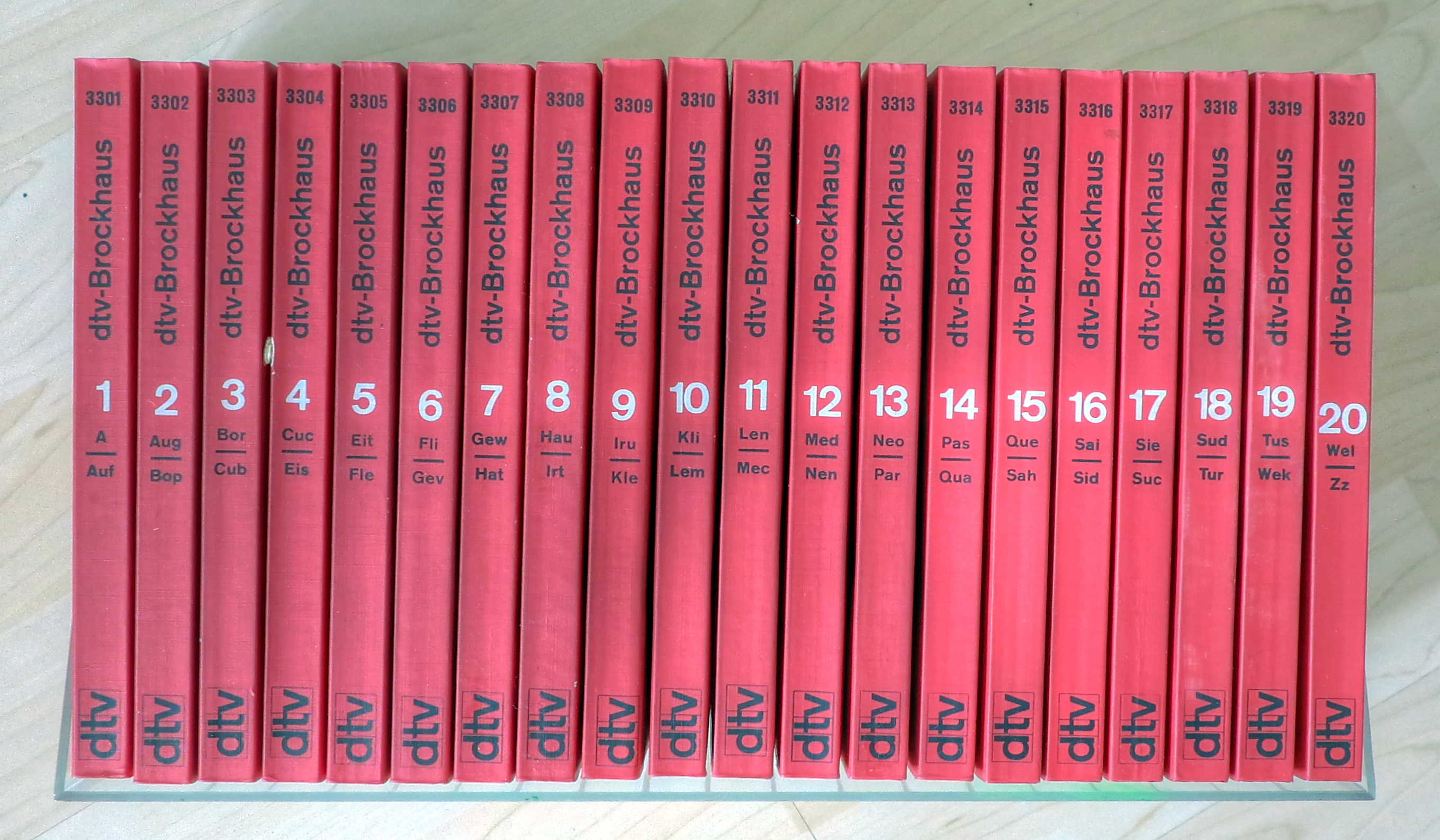
Brockhaus beim Deutschen Taschenbuchverlag

Digitalversion des Brockhaus

Lexikon (Mehrzahl: Lexika oder Lexiken; ältere Schreibweise: Lexicon; von altgriechisch λεξικόν „Wörterbuch“ zu λέξις für „Wort“ als einzelner Bestandteil der Rede) ist allgemein die Bezeichnung für ein Nachschlagewerk oder Wörterbuch (gedrucktes Buch, das eine alphabetische Wortliste und die zugehörigen Bedeutungen enthält) im weiteren Sinn. Daneben wurde es vereinzelt als Synonym für ein Sprachwörterbuch verwendet. Im modernen Sprachgebrauch bezeichnet es zumeist ein Nachschlagewerk mit Sachinformationen (Konversationslexikon, Realwörterbuch, Reallexikon, Sachlexikon, Sachwörterbuch), wobei je nach Umfang noch zwischen Lexikon im engeren Sinn und Enzyklopädie oder Biografien-Sammelwerk (z. B. Who’s Who) unterschieden wird.
Umgangssprachlich und in der Werbung ist der Sprachgebrauch unscharf. Mitunter wird lexikografisch eine begriffliche Unterscheidung von Wörterbuch (sprachliche Information) und Lexikon (Sachinformation) gemacht. Dabei kommt es zwischen den Typen der Nachschlagewerke zu Überlappungen, z. B. bei der Etymologie der Stichwörter (wie im vorliegenden Artikel).
Lexika lagen historisch naturgemäß meist in Buchform vor. Mittlerweile verstehen sich auch zahlreiche Websites als ebensolche. Insbesondere hat sich die Wikimedia Foundation dem freien Wissen und damit auch der Erstellung von Online-Lexika verschrieben, wobei Wikipedia als Enzyklopädie und Wiktionary als Wörterbuch zu verstehen sind.

## Wortgeschichte

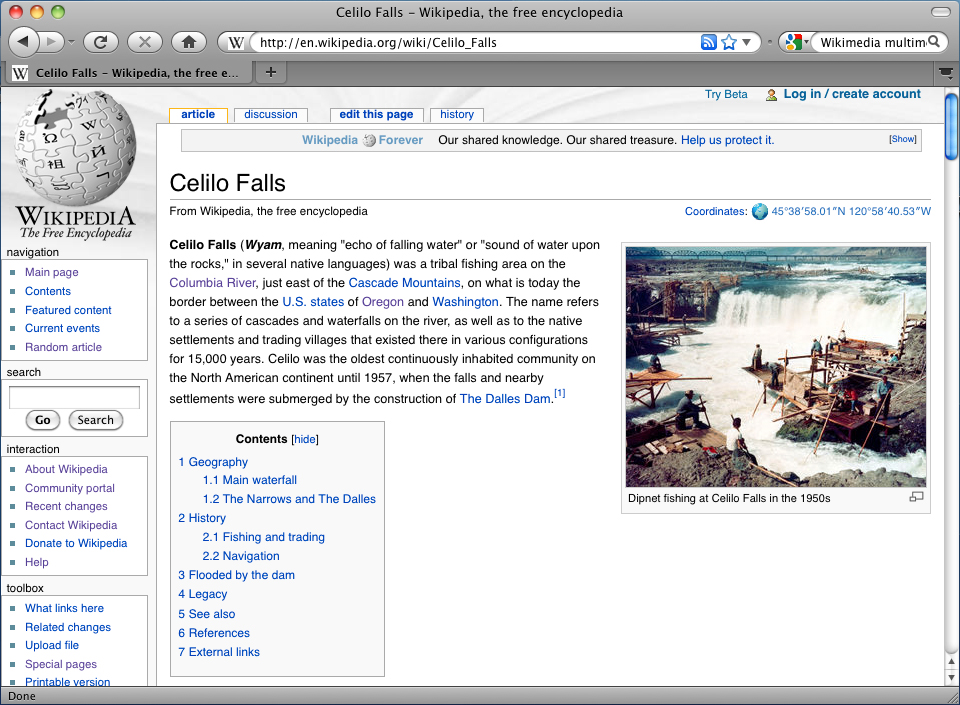
Artikel einer Internet-Enzyklopädie des frühen 21. Jahrhunderts

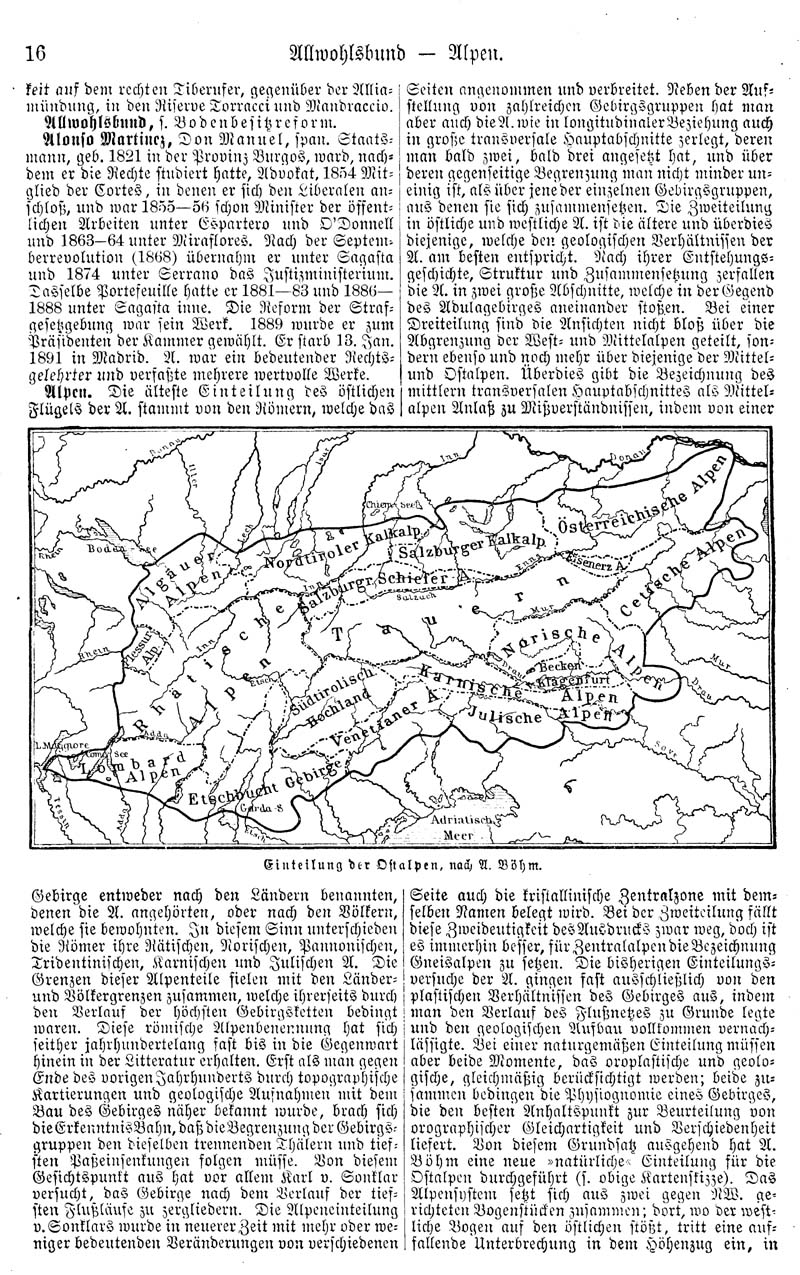
Meyers Konversations-Lexikon, 4. Aufl., Ergänzungsband 1892. Für Lexika/Wörterbücher typischer Spaltensatz und typische Fettung der Stichwörter am Anfang der ersten Zeile des Artikels oder Eintrags. Zum Stichwort „Allwohlsbund“ wird nur mit „s.“ („siehe“) auf das gesperrt gesetzte Stichwort „Bodenbesitzreform“ verwiesen. Zum Stichwort „Alonso Martinez“ gibt es schon einen mehrzeiligen Eintrag, zu „Alpen“ einen sich über zwei Spalten und noch auf die nächste Seite erstreckenden Artikel samt Landkarte.

In der Antike ist das griechische Wort für Wörterbuch λἐξεις lexeis. Es ist abgeleitet von λἐξις lexis, das Wort. Die Form  wird erstmals von Photios I. († 891) auf ein Werk des 5. Jahrhunderts angewendet. In der handschriftlichen Überlieferung werden auch die Wörterbücher des Photios und die Suda mit diesem Begriff bezeichnet. In Spätantike und Mittelalter wird Lexicon für verschiedene Wörterbücher in griechischer Sprache verwendet. Dagegen wird diese Bezeichnung im lateinischen Sprachraum weder in der Antike noch im gesamten Hoch- und Spätmittelalter benutzt.
Die frühmittelalterliche griechische Bezeichnung wurde – ähnlich wie die Bezeichnung Enzyklopädie – am Ende des Mittelalters um 1480 in Italien von den Humanisten erneut eingeführt und zunächst nur auf gelehrte griechische Werke angewendet. Die erste Benennung eines deutschsprachigen Nachschlagewerkes als „Lexikon“ erfolgte erst 1660 durch Gotthilf Treuers Poetisch Lexicon und Wörter-Buch.
Das erste Wörterbuch der beginnenden frühen Neuzeit mit dieser Bezeichnung ist das zweisprachige griechisch-lateinische Wörterbuch des Johannes Crastonus, das in der Ausgabe von 1483 den Titel Lexicon Graeco-latinum trägt, wogegen frühere Ausgaben noch als Dictionarium benannt werden. Die Synonymie von Lexikon und Dictionarium beziehungsweise Wörterbuch bezeugen das Lexicon sive dictionarium utriusque iuris von Alberich von Rosate (Pavia 1498), das oben genannte Lexikon von Gotthilf Treuer (Frankfurt an der Oder 1660) und das Vollständige Deutsche Wörter-Buch vel Lexicon germanico-latinum von Christoph Ernst Steinbach (Breslau 1734).
Die seit Beginn des 18. Jahrhunderts in Deutschland entstandenen Realwörterbücher tragen durchweg den Titel Lexicon. Durch den Siegeszug des Konversationslexikons seit dem Beginn des 19. Jahrhunderts hat sich die Verwendung im Sinne von Sachwörterbuch weiterhin verstärkt. Bis zum Ende des 20. Jahrhunderts wurde eine einheitliche Verwendung nicht erreicht. Neben den „Konversationslexika“ wurden im 18. Jahrhundert auch „Historische Lexika“ populär. Von dem ersten Werk dieser Art Le grand Dictionaire historique (Louis Moréri, Paris 1674) erschien 1725 bereits die 14. Auflage.
Die latinisierte Schreibweise Lexicon dominierte vom 15. bis ins 18. Jahrhundert. Mit k geschriebenes Lexikon ist im 16. Jahrhundert nur einmal für eine Ausgabe des griechischen Wörterbuchs des Hesychios von Alexandria von 1530 belegt; 1657 folgte das Griechisch-Deutsch Lexikon von Jeremias Felbinger. Im 19. Jahrhundert setzte sich die Schreibweise Lexikon immer mehr durch und gilt heute ausschließlich.

## Artikel, Eintrag, Stichwort
Der inhaltliche Hauptteil eines Lexikons in Buchform ist in Artikel oder Einträge gegliedert. In Online-Nachschlagewerken finden sich separate Webseiten eines Wörterbuchprojekts statt der Einträge und deren Reihung auf Buchspalten/-seiten und über sie hinweg. Bei einem bloßen Wörterbuch oder wenn das thematische Stichwort nur „stichwortartig“, kaum in ganzen Sätzen erläutert wird, ist eher von „Einträgen“ die Rede, während bei einer Enzyklopädie (die manchen Stichwörtern mehrere Buchseiten widmet) eher „Artikel“ angemessen ist (vgl. Artikel als journalistische Darstellungsform). So stehen auf
- jeder Seite der deutschsprachigen Internet-Enzyklopädie Wikipedia (im so genannten „Artikelsnamensraum“) unter „Mitmachen“ die Punkte „Artikel verbessern“ und „Neuen Artikel anlegen“,
- während auf jeder Seite des deutschsprachigen Schwesterprojekts Wiktionary unter „Mitmachen“ der Punkt „Eintrag erstellen“ zu finden ist.

In den Wikipedia-Richtlinien geht es darum, wie gute Artikel aussehen, demgegenüber bieten interne Wiktionary-Seiten Hilfe zum Thema „Allgemeines zu Einträgen“ an.
Die Themen werden in gedruckten Lexika nicht über ein alphabetisches Register (auch „Index“ auf den letzten Seiten eines Buchbands) und Seitenzahlen aufgefunden, sondern sind selbst nach ihren Stichwörtern alphabetisch sortiert angeordnet. (Die Sortierungsweise hat in der Mathematik zum Begriff der lexikographischen Ordnung geführt.) Ein Stichwort wird aus seinen Flexionsvarianten in einer bestimmten Grundform, dem Lemma (auch Zitierform) gewählt, dies wird Lemmatisierung genannt.

Soll ein Wortschatz erschlossen werden, geht die Lemmaselektion voraus (siehe auch Lexikografie, vgl. Lexikologie).
Das Stichwort steht (im Druck) am Anfang des Eintrags oder Artikels in einer aktiven Schriftauszeichnung, typischerweise halbfett oder fett, damit es aus dem Text des Eintrags oder Artikels „hervorsticht“ und beim Durchblättern („Nachschlagen“) des Bands (Teilbands) schnell gefunden wird.

Diese Funktion von Stichwörtern fehlt in Online-Enzyklopädien, wo Stichwörter wie Überschriften gesetzt sind und gesuchte Informationen immer wieder erst über projektintern programmierte Suchfunktionen oder Internet-Suchmaschinen zu finden sind, die in ihrer Effizienz stark variieren.